# 앨빈 에일리

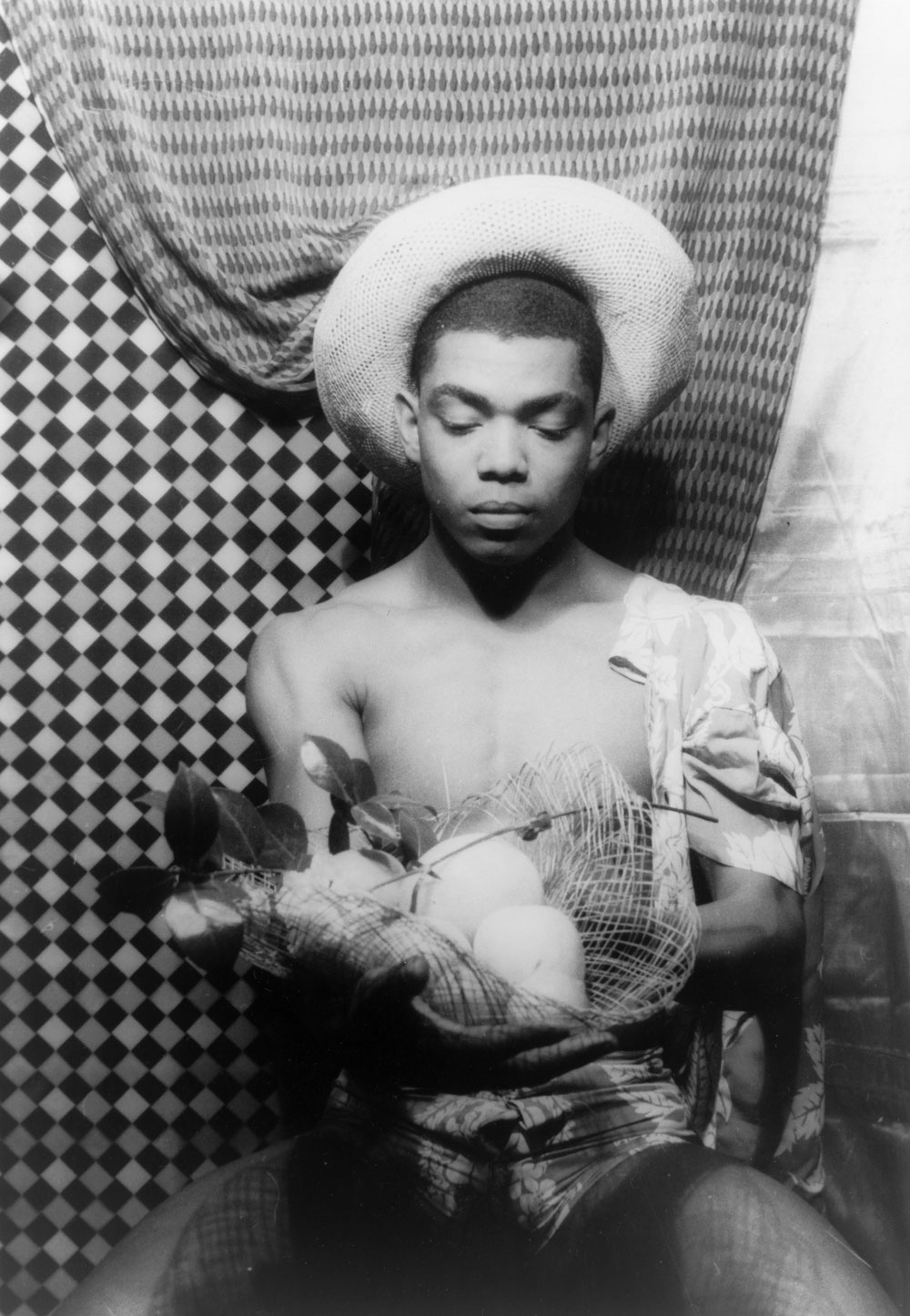
앨빈 에일리

앨빈 에일리(Alvin Ailey, 1931년 1월 5일 ~ 1989년 12월 1일)는 미국의 안무가이다. 텍사스주 로저스에서 태어났으며, 앨빈 에일리 아메리칸 댄스 시어터를 설립하였다.